# Banco Português de Investimento
El Banco Português de Investimento o Banc BPI és un dels principals bancs de Portugal i el seu major accionista és CaixaBank del grup «la Caixa». El mes de febrer de 2015 CaixaBank va llançar una Oferta Pública d'Adquisició (OPA) sobre la totalitat del banc, aconseguint el control del 44% de les accions, que es va ampliar al 84,51 en una segona OPA en 2017. A finals de 2018 CaixaBank va comprar totes les seves accions passant a ésser el seu únic propietari.
Aquell mateix any la Fundação ”la Caixa” comença a dur a terme activitat pròpia a Portugal. Un dels seus principis operatius és portar l’acció social als territoris on el Grup CaixaBank desenvolupa activitat financera a fi de promoure una societat millor, amb una atenció especial envers els col·lectius més vulnerables.

## Fundação ”la Caixa”
La Fundação ”la Caixa” és una entitat sense ànim de lucre que, des que es va formar, treballa amb l’objectiu d’assolir una societat més igualitària i justa per a tothom.
L’activitat de l’organisme a Portugal va començar el 2018, després de l'entrada del Banco BPI al Grup CaixaBank. Un dels seus principis operatius és portar l’acció social als territoris on el Grup CaixaBank desenvolupa activitat financera a fi de promoure una societat millor, amb una atenció especial envers els col·lectius més vulnerables.